# Maculoncus
Maculoncus Wunderlich, 1995 è un genere di ragni appartenente alla famiglia Linyphiidae.

## Distribuzione
Le due specie oggi attribuite a questo genere sono state rinvenute in località molto distanti fra loro, tanto da far prevedere una futura riclassificazione. Sono due endemismi: la M. parvipalpus della Grecia e la M. orientalis dell'isola di Taiwan, ad oltre 9.000 km l'una dall'altra.

## Tassonomia
A dicembre 2011, si compone di due specie:
- Maculoncus orientalis Tanasevitch, 2011 — Taiwan
- Maculoncus parvipalpus Wunderlich, 1995[3] — Grecia